# Zentrum für Internationale Studien der TU Dresden
Das Zentrum für Internationale Studien der TU Dresden (ZIS) ist eine im Januar 2002 gegründete zentrale wissenschaftliche Einrichtung der TU Dresden. Das Zentrum bietet den interdisziplinären Studiengang Internationale Beziehungen. Dieser gliedert sich in den Bachelorstudiengang Internationale Beziehungen sowie den Masterstudiengang Internationale Beziehungen mit drei Spezialisierungsrichtungen (Globale Politische Ökonomie, Internationale Organisationen und Institutionen sowie seit 2022 International Law and Economics) an. Im Dezember 2021 wurde das ZIS als einer der „Leuchttürme der Internationalisierung“ der TU Dresden ausgezeichnet. Sitz ist die George-Bähr-Straße 1b.

## Studiengang
Im Oktober 2002 übernahm das Zentrum die Trägerschaft des Studiengangs Internationale Beziehungen. Dieser ist nicht zu verwechseln mit dem Teilgebiet der Politikwissenschaften, internationale Beziehungen.
Der Studiengang ist interdisziplinär angelegt und verbindet die Themengebiete internationale Politik, internationale Wirtschaft und Völkerrecht. Der Studiengang besteht seit 1998/99. Er ist einer der wenigen deutschen Bachelorstudiengänge zum Thema internationale Beziehungen / international relations in Deutschland, in der Schweiz bietet die Universität St. Gallen ebenfalls einen ähnlichen Studiengang an.

Da jährlich nur ca. 36 Studenten zum Bachelor- sowie zum Master-Studiengang zugelassen werden, sich zum Wintersemester 2010/11 aber 838 Studienanwärter beworben haben, werden Interessierte einer umfangreichen schriftlichen und mündlichen Prüfung unterzogen.

## Ziele
Das ZIS koordiniert den Bachelorstudiengang sowie den Masterstudiengang und die beteiligten Lehrstühle für Rechtswissenschaften, Politikwissenschaften und Wirtschaftswissenschaften. Das Zentrum ist bemüht um internationale Zusammenarbeit mit Universitäten in aller Welt sowie Kontakte mit außeruniversitären Forschungseinrichtungen und in die Privatwirtschaft, um den Studiengang aber ebenso die Forschung im Feld der internationalen Beziehungen zu fördern.